# I Don’t Want to Miss a Thing
Az I Don't Want to Miss a Thing az Aerosmith amerikai rockzenekar egyik slágere, amely az Armageddon című filmhez készült, amelyben főszerepelt az énekes, Steven Tyler lánya, Liv Tyler. A filmben ezek mellett előadta az együttes még a What Kind of Love Are You On, a Come Together és a Sweet Emotion dalokat is.
A lírai dal, amelyet Diane Warren szerzett az együttesnek, 4 hétig (1998. szeptember 5-26) vezette a Billboard Hot 100 listáját, a zenekar 28 éves pályafutása után először és utoljára. Az MTV 1998- as díjkiosztóján elnyerte a legjobb filmzene-díjat, de Oscar-díjra is jelölték a legjobb betétdal kategóriában. A videóklipjét a Minneapolis Armory sportlétesítményben forgatták, Francis Lawrence rendezésében.

## Inspiráció
1997-ben Diane Warren egy James Brolin és Barbra Streisand interjút nézett. Ebben az interjúban Brolin azt mondta, hogy mindig hiányzik neki Streisand, mikor alszanak és Warren leírta az „I don't want to miss a thing” kifejezést, mielőtt még a dal megszületett volna.
Joey Kramer dobos a következőt mondta a dalról: „Mikor először hallottam, csak egy demó volt zongorával és énekléssel. Nehéz volt elképzelni mit tudna hozzáadni az Aerosmith, hogy a magunkévá tegyük... Amint elkezdtük játszani együttesként, azonnal egy Aerosmith-dal lett.”

## Hatása és hagyatéka
A dal az Aerosmith legnagyobb slágere lett, első helyen debütált a Billboard Hot 100-on, ahol négy hétig maradt szeptemberben, miközben több országban is elérte a listák élét, mint Ausztráliában, Németországban, Görögországban, Írországban, Ausztriában, Norvégiában, Olaszországban, Hollandiában és Svájcban. Segítette bemutatni az együttest egy új generációnak, és a mai napig a lassúzás egyik alap dala.
2015-ben Tyson Fury elénekelte a dalt, miután legyőzte Volodimir Klicsko ukrán nehézsúlyú világbajnokot, Düsseldorfban. Ezt később megismételte Tom Schwartz elleni győzelmét követően, 2019-ben, az MGM Grand Arénában, Las Vegasban.

## Számlista
| US CD és kazetta kislemez 1. I Don't Want to Miss a Thing – 4:58 2. Animal Crackers – 2:36 3. Taste of India (rock remix) – 5:52 UK CD1 1. I Don't Want to Miss a Thing – 4:58 2. Taste of India (rock remix) – 5:52 3. Animal Crackers – 2:36 UK CD2 1. I Don't Want to Miss a Thing – 4:58 2. Pink (live) – 3:45 3. Crash – 4:26 | UK 7" és európai CD-kislemez 1. I Don't Want to Miss a Thing – 4:58 2. Taste of India (rock remix) – 5:52 Európai maxi-CD-kislemez 1. I Don't Want to Miss a Thing – 4:58 2. Taste of India (rock remix) – 5:52 3. Crash – 4:25 4. Animal Crackers – 2:36 Ausztrál és japán CD-kislemez 1. I Don't Want to Miss a Thing – 4:58 2. "I Don't Want to Miss a Thing (rock mix) – 4:58 3. Taste of India (rock remix) – 5:52 4. Animal Crackers – 2:36 |

## Helyezések
| Slágerlisták (1998)                    | Legjobb helyezés |
| -------------------------------------- | ---------------- |
| Ausztrália (ARIA)                      | 1                |
| Ausztria (Ö3 Austria Top 40)           | 1                |
| Belgium (Ultratop 50 Flanders)         | 3                |
| Belgium (Ultratop 50 Wallonia)         | 4                |
| Kanada Top Singles (RPM)               | 2                |
| Kanada Adult Contemporary Tracks (RPM) | 6                |
| Dánia (IFPI)                           | 8                |
| Európa (European Hot 100 Singles)      | 1                |
| Finnország (Singlet Top 20)            | 3                |
| Franciaország (Single Top 100)         | 8                |
| Németország (Media Control Charts)     | 1                |
| Görögország (IFPI)                     | 1                |
| Izland (Íslenski Listinn Topp 40)      | 1                |
| Írország (IRMA)                        | 1                |
| Olaszország (FIMI)                     | 1                |
| Hollandia (Top 40)                     | 3                |
| Hollandia (Single Top 100)             | 3                |
| Norvégia (VG-lista)                    | 1                |
| Skócia (Scottish Singles Top 40)       | 3                |
| Spanyolország (AFYVE)                  | 4                |
| Svédország (Sverigetopplistan)         | 2                |
| Svájc (Schweizer Hitparade)            | 1                |
| Egyesült Királyság (UK Singles Chart)  | 4                |
| US Billboard Hot 100                   | 1                |
| US Adult Contemporary (Billboard)      | 13               |
| US Adult Top 40 (Billboard)            | 2                |
| US Hot Latin Songs (Billboard)         | 14               |
| US Mainstream Rock (Billboard)         | 4                |
| US Mainstream Top 40 (Billboard)       | 1                |
| US Rhythmic (Billboard)                | 25               |

| Slágerlisták (2012)             | Legjobb helyezés |
| ------------------------------- | ---------------- |
| Japán (Billboard Japan Hot 100) | 96               |

| Slágerlisták (1998)                  | Legjobb helyezés |
| ------------------------------------ | ---------------- |
| Ausztrália (ARIA)                    | 4                |
| Ausztria (Ö3 Austria Top 40)         | 6                |
| Belgium (Ultratop 50 Flanders)       | 13               |
| Belgium (Ultratop 50 Wallonia)       | 27               |
| Kanada Top Singles (RPM)             | 19               |
| Kanada Adult Contemporary (RPM)      | 27               |
| Európa (European Hot 100 Singles)    | 3                |
| Franciaország (SNEP)                 | 58               |
| Németország (Official German Charts) | 14               |
| Izland (Íslenski Listinn Topp 40)    | 1                |
| Hollandia (Dutch Top 40)             | 18               |
| Hollandia (Single Top 100)           | 23               |
| Svédország (Sverigetopplistan)       | 4                |
| Svájc (Schweizer Hitparade)          | 5                |
| UK Singles (OCC)                     | 17               |
| US Billboard Hot 100                 | 23               |

| Slágerlisták (1990–1999) | Legjobb helyezés |
| ------------------------ | ---------------- |
| US Billboard Hot 100     | 73               |

## Minősítések
| Ország                                | Minősítés  | Eladás    |
| ------------------------------------- | ---------- | --------- |
| Ausztrália (ARIA)                     | 2× Platina | 140 000   |
| Ausztria (IFPI Austria)               | Arany      | 25 000    |
| Belgium (BEA)                         | Platina    | 50 000    |
| Egyesült Államok (RIAA)               | Platina    | 1 000 000 |
| Egyesült Államok (RIAA) lemez         | Arany      | 500 000   |
| Egyesült Királyság (BPI)              | 3× Platina | 1 800 000 |
| Dánia (IFPI Danmark)                  | Platina    | 90 000    |
| Franciaország (SNEP)                  | Arany      | 250 000   |
| Hollandia (NVPI)                      | Arany      | 50 000    |
| Japán (RIAJ) 2006-os digitális kiadás | Arany      | 100 000   |
| Japán (RIAJ) lemez                    | Platina    | 100 000   |
| Németország (BVMI)                    | Platina    | 500 000   |
| Norvégia (IFPI Norway)                | Platina    |           |
| Olaszország (FIMI)                    | Platina    | 50 000    |
| Svájc (IFPI Switzerland)              | Platina    | 50 000    |
| Svédország (GLF)                      | 2× Platina | 60 000    |